# Rupprecht Podszun
Rupprecht Podszun (* 1976 in Brilon) ist ein deutscher Jurist und Hochschullehrer. An der Heinrich-Heine-Universität Düsseldorf ist er seit dem Wintersemester 2016/17 Inhaber des Lehrstuhls für Bürgerliches Recht, deutsches und europäisches Wettbewerbsrecht und Direktor des Instituts für Kartellrecht (IKartR). Seit 2023 ist er Präsident der internationalen Kartellrechtsvereinigung ASCOLA (Academic Society for Competition Law) und seit dem 1. Juli 2024 Mitglied der Monopolkommission.

## Werdegang
Rupprecht Podszun wuchs in Brilon als Sohn der Buchhändler- und Verlegerfamilie Podszun auf. Er absolvierte sein Studium und das Referendariat in Heidelberg, London (King’s College), München und Genf. Seine Promotion folgte 2003 an der Ludwig-Maximilians-Universität München zum Thema Internationales Kartellverfahrensrecht. Er schob von 2005 bis 2007 eine zweijährige Station als Referent im Bundeskartellamt in Bonn ein und kehrte danach in die Forschung zurück. Von 2007 bis 2012 war er als Senior Research Fellow am Max-Planck-Institut für Innovation und Wettbewerb, München, und habilitierte sich 2012 unter seinem wissenschaftlichen Lehrer Josef Drexl an der Ludwig-Maximilians-Universität München zum Thema Wirtschaftsordnung durch Zivilgerichte. Von 2013 bis 2022 war er Affiliated Research Fellow am Max-Planck-Institut für Innovation und Wettbewerb in München.
Er folgte 2013 einem Ruf an die Universität Bayreuth als Nachfolge von Ansgar Ohly und war dort von 2013 bis 2016 Inhaber des Lehrstuhls VIII für Bürgerliches Recht, Immaterialgüter- und Wirtschaftsrecht. Zum Wintersemester 2016/17 bekam er einen Ruf an die Heinrich-Heine-Universität Düsseldorf, den er angesichts des wettbewerbsrechtlichen Schwerpunktes in Düsseldorf annahm. Dort ist er seitdem Inhaber des Lehrstuhls für Bürgerliches Recht, deutsches und europäisches Wettbewerbsrecht. Von Januar bis März 2017 legte er einen Forschungsaufenthalt als Visiting Scholar an der University of Cambridge, Centre for Intellectual Property and Information Law ein.
Podszun ist einer der Geschäftsführenden Direktoren des Instituts für Kartellrecht an der Heinrich-Heine-Universität Düsseldorf.

## Forschung

### Forschungsschwerpunkte
Rupprecht Podszun beschäftigt sich in seiner Forschung mit Kartell- und Wettbewerbsrecht, insbesondere mit Fokus auf die Medien- und Internetbranche, staatliche Wirtschaftstätigkeit sowie Schnittstellen zum Immaterialgüterrecht; daneben Forschung zu Grundlagen des Privatrechts („evolutionäre Rechtstheorie“) und Rechtsfragen des Theaters.

### Wichtige Aktivitäten
Anhörung als Sachverständiger im Wirtschaftsausschuss des Deutschen Bundestags zur 9. GWB-Novelle 2017
Gutachterliche Tätigkeit u. a. für das Bundeswirtschaftsministerium (zur Durchsetzung des Verbraucherrechts durch das Bundeskartellamt) und das Bundesjustizministerium (zum Gesetz gegen unseriöse Geschäftspraktiken)
Anhörung als Experte durch die Bund-Länder-Kommission zur Medienkonvergenz 2015 sowie durch die Regierungsfraktionen im Deutschen Bundestag zur GWB-Novelle 2016
Mitglied im Wissenschaftlichen Beirat des Forschungsinstituts für Wirtschaftsverfassung und Wettbewerb (FIW) (seit 2016), im Vorstand der Academic Society for Competition Law (Ascola) (seit 2011), im Vorstand der Theodor-Heuss-Stiftung (seit 2011), im Beirat von demokratisch handeln e.V. (seit 2013) und im Vorstand der Köhler-Osbar-Stiftung zur Förderung von Kunst und Wissenschaft (seit 2018).
Mitglied im Fakultätsrat, Evaluationsbeauftragter der Juristischen Fakultät und aktiv in verschiedenen weiteren Gremien der Fakultät und der Heinrich-Heine-Universität Düsseldorf.

## Auszeichnungen
- Lehrpreis der Heinrich-Heine-Universität Düsseldorf 2019 für die Vorlesung Law 100 – Jura und die großen Fragen der Zeit
- Ars legendi-Fakultätenpreis Rechtswissenschaften 2016
- Preis für gute Lehre des Freistaats Bayern 2015 sowie Preis für exzellente Lehre der Universität Bayreuth 2015
- Michael-Althen-Preis der FAZ 2015
- Roman-Herzog-Forschungspreis Soziale Marktwirtschaft 2014

## Publikationen
Folgende Publikationen stellen eine Auswahl dar.

### Monographien
- Abusive Practices in Competition Law (Herausgeberschaft mit Fabiana di Porto), Edward Elgar, Cheltenham/Northampton, 2018
- Die 9. GWB-Novelle (Herausgeberschaft mit Christian Kersting), C.H. Beck, München, 2017
- Wirtschaftsordnung durch Zivilgerichte, Mohr Siebeck, Tübingen, 2014 (zugl. Habilitationsschrift, München 2012)
- FairEconomy - Crises, Culture, Competition and the Role of Law (mit Wolfgang Fikentscher und Philipp Hacker), * Springer, Heidelberg/New York, 2013
- Competition Policy and the Economic Approach: Foundations and Limitations (Herausgeberschaft mit Josef Drexl und Wolfgang Kerber), Edward Elgar, Cheltenham, 2011
- Internationales Kartellverfahrensrecht, Stämpfli, Bern, 2003 (zugl. Dissertation, München 2003)

### Herausgeberschaften von Zeitschriften und Schriftenreihen
- Europäische Wirtschaftsreihe, Schriftenreihe des Nomos Verlags (Mitherausgeber seit 2017)
- Wirtschaft und Wettbewerb (WuW), Handelsblatt Fachmedien Verlag (Mitherausgeber seit 1/2016, verantwortlicher Schriftleiter für den Entscheidungsteil)
- Journal of European Consumer and Market Law (EuCML), Verlage C.H. Beck/Nomos/Kluwer Law International (Mitherausgeber und Mitgründer, seit 1/2015)